# Klaus Keil

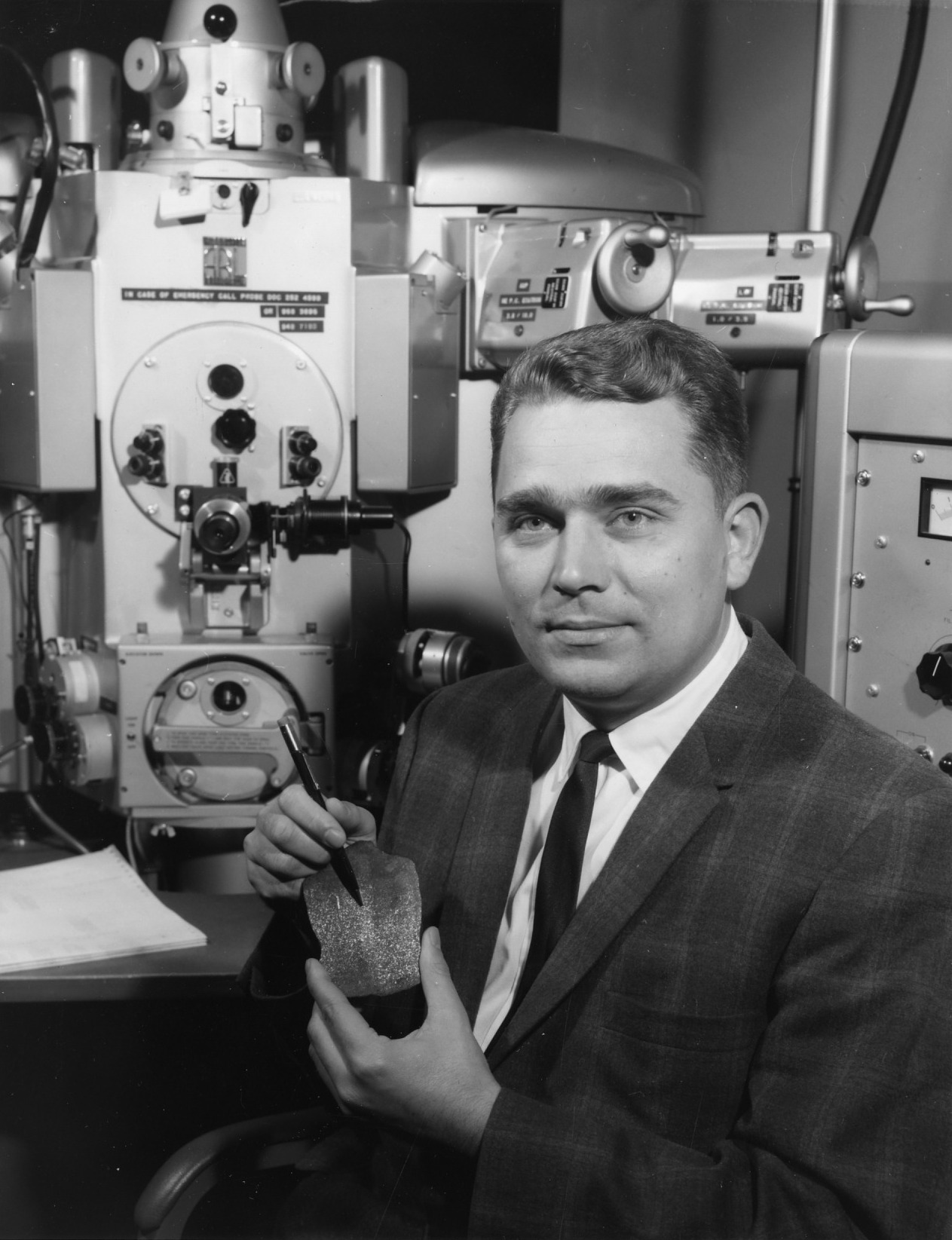
Klaus Keil

Klaus Keil (* 15. November 1934 in Hamburg; † 25. Februar 2022) war ein deutsch-US-amerikanischer Mineraloge.

## Leben
Keil studierte ab 1953 Mineralogie an der Friedrich-Schiller-Universität Jena, wo er sich mit den Grundlagen zur Meteoritenkunde beschäftigte. Er flüchtete kurz vor der Errichtung der Berliner Mauer aus der DDR und beendete seine Dissertation am Max-Planck-Institut für Chemie in Mainz.
Danach zog er in die Vereinigten Staaten, wo er an der University of California in San Diego arbeitete. Sein Forschungsschwerpunkt war die Elektronenstrahlmikroanalyse von Festkörpern. Zwischen 1963 und 1968 leitete er die Abteilung Kosmochemie der NASA; danach nahm er die Professur für Geologie an der University of New Mexico in Albuquerque an. Ab 1990 war er Professor für Geologie und Geophysik an der University of Hawaiʻi at Mānoa.
1988 wurde er mit der Leonard Medal ausgezeichnet und 1993 wurde der Asteroid (5054) Keil nach ihm benannt. Auch das Mineral Keilit trägt seinen Namen. Ab 1996 war er korrespondierendes Mitglied der Sächsischen Akademie der Wissenschaften. Am 4. Dezember 2002 erhielt er die Ehrendoktorwürde der Friedrich-Schiller-Universität Jena. 2006 wurde er von der National Academy of Sciences mit der J. Lawrence Smith Medal ausgezeichnet. 2014 erhielt er die Abraham-Gottlob-Werner-Medaille.
Keil ist der Vater des ehemaligen Tennisprofis Mark Keil.